# Aurec-sur-Loire
 Aurec-sur-Loire  es una comuna y población de Francia, en la región de Auvernia-Ródano-Alpes, departamento de Alto Loira, en el distrito de Yssingeaux. La comuna conforma por sí sola el cantón homónimo. Está integrada en la  Communauté de communes Loire et Semène .

## Demografía
| 2104 | 1896 | 2113 | 2407 | 2570 | 2575 | 2591 | 2710 | 2700 | 2812 | 2829 | 2455 | 2531 | 2613 | 2674 | 2599 | 2511 | 2232 | 2568 | 2801 | 2591 | 2095 | 2234 | 2609 | 2668 | 2609 | 2745 | 3106 | 3620 | 3975 | 4248 | 4510 | 4895 | 5229 | 5557 | 5614 | 5675 | 5804 | 5919 |
| Para los censos de 1962 a 1999 la población legal corresponde a la población sin duplicidades (Fuente: INSEE [Consultar]) |      |      |      |      |      |      |      |      |      |      |      |      |      |      |      |      |      |      |      |      |      |      |      |      |      |      |      |      |      |      |      |      |      |      |      |      |      |      |

Su aglomeración urbana, que incluye Saint-Paul-en-Cornillon (Loira), tenía una población de 6 199 habitantes

## Galerías de fotos

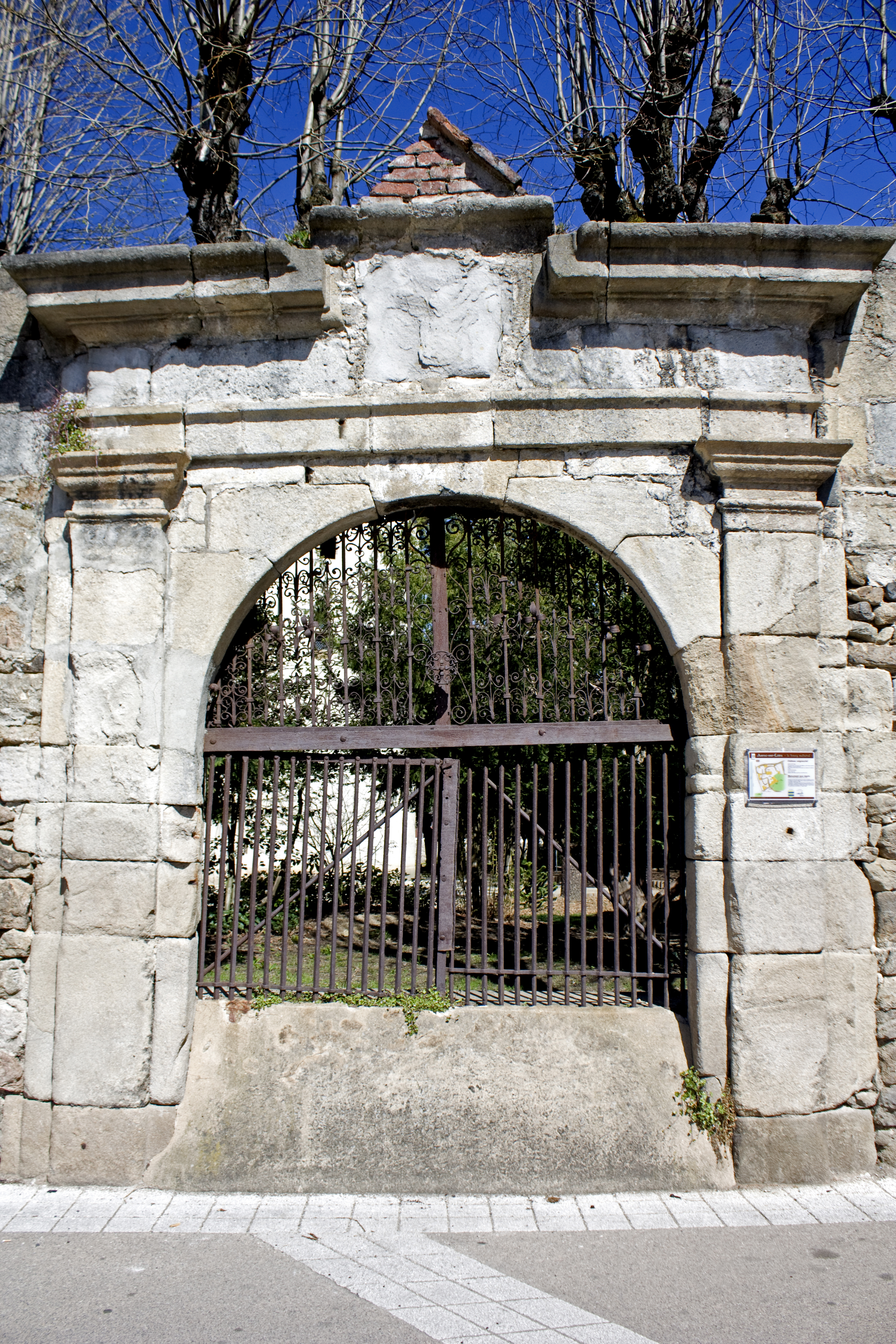
Antigua puerta del castillo.
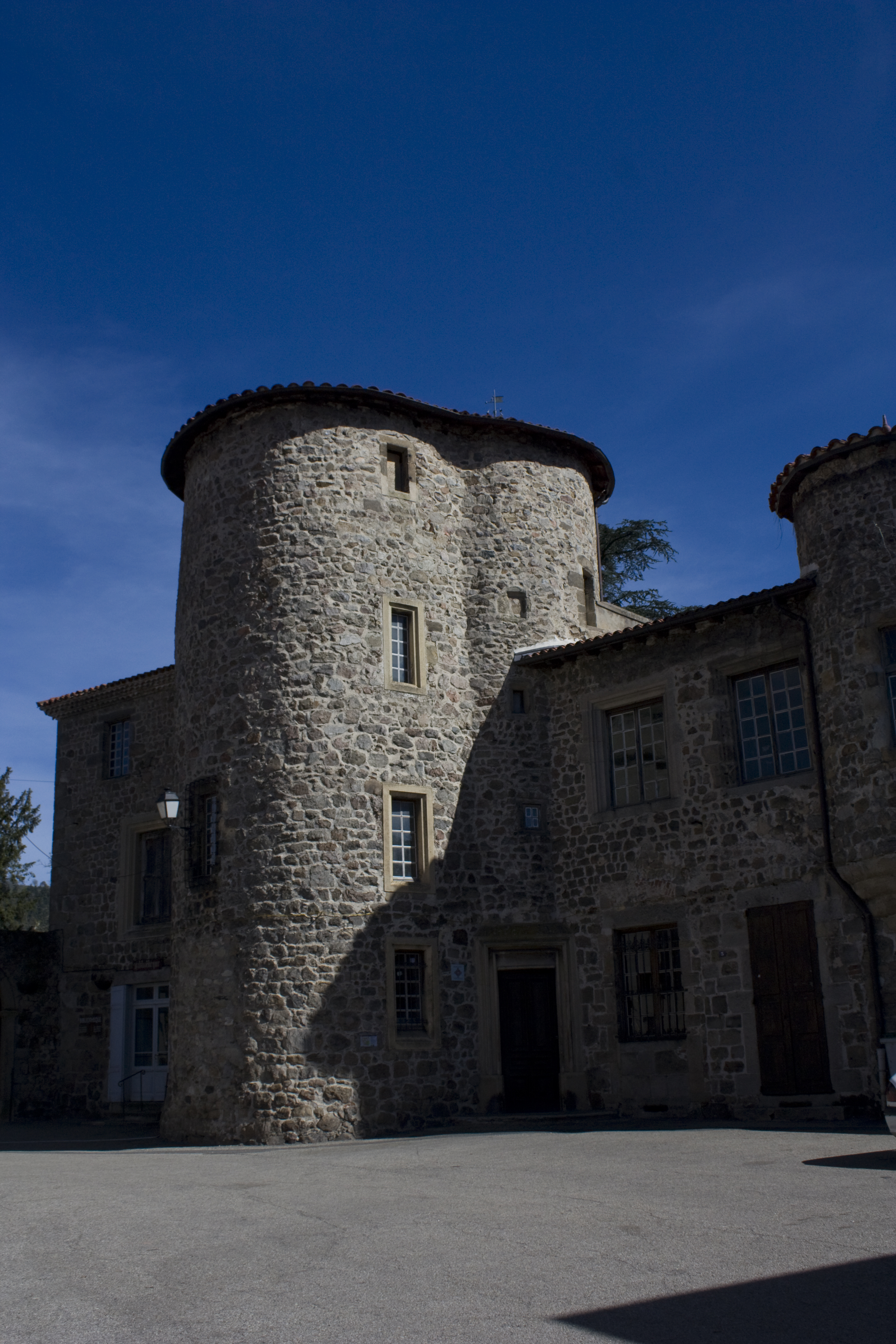
Fachada del norte.
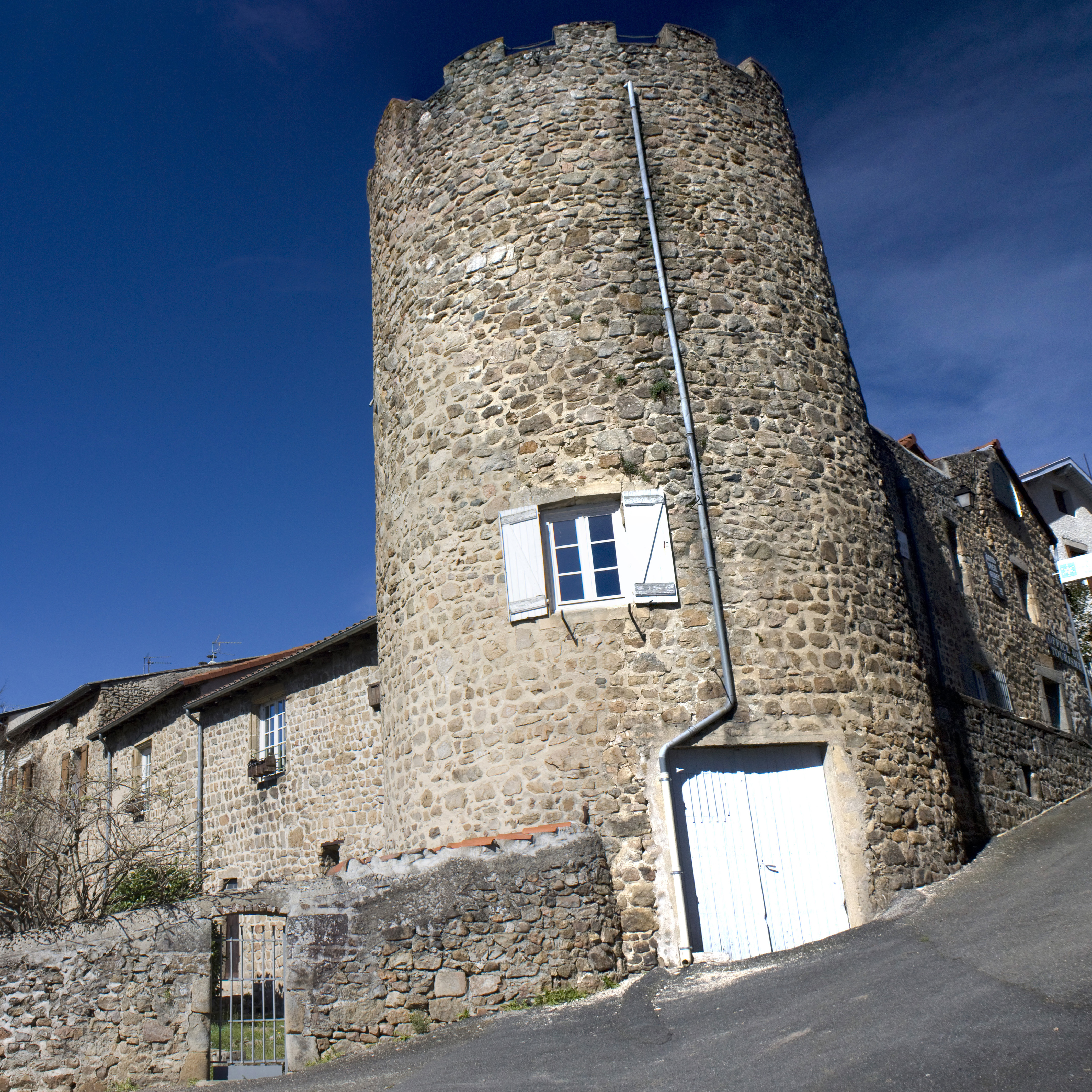
Torre de los Borgoñones.
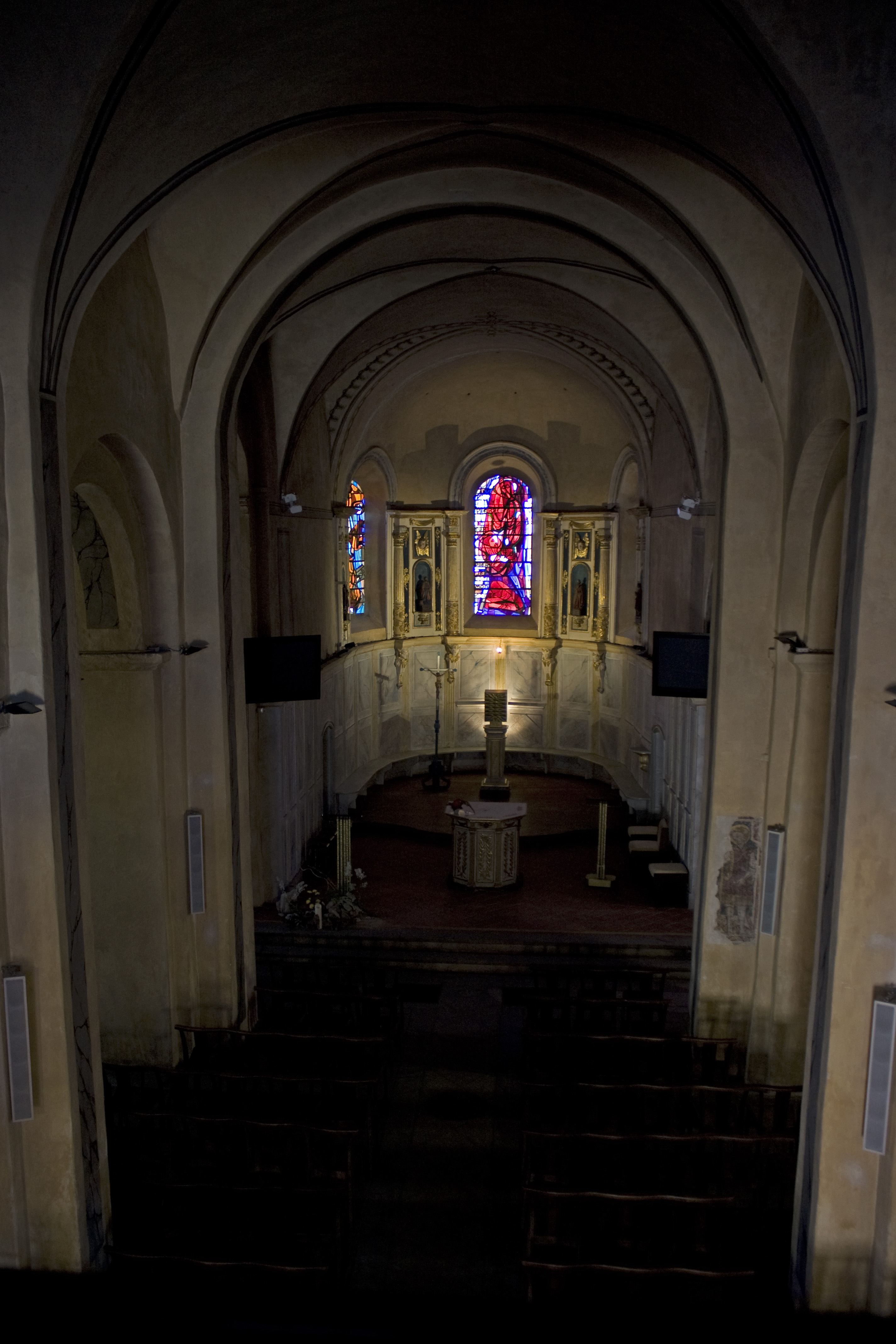
Nave.
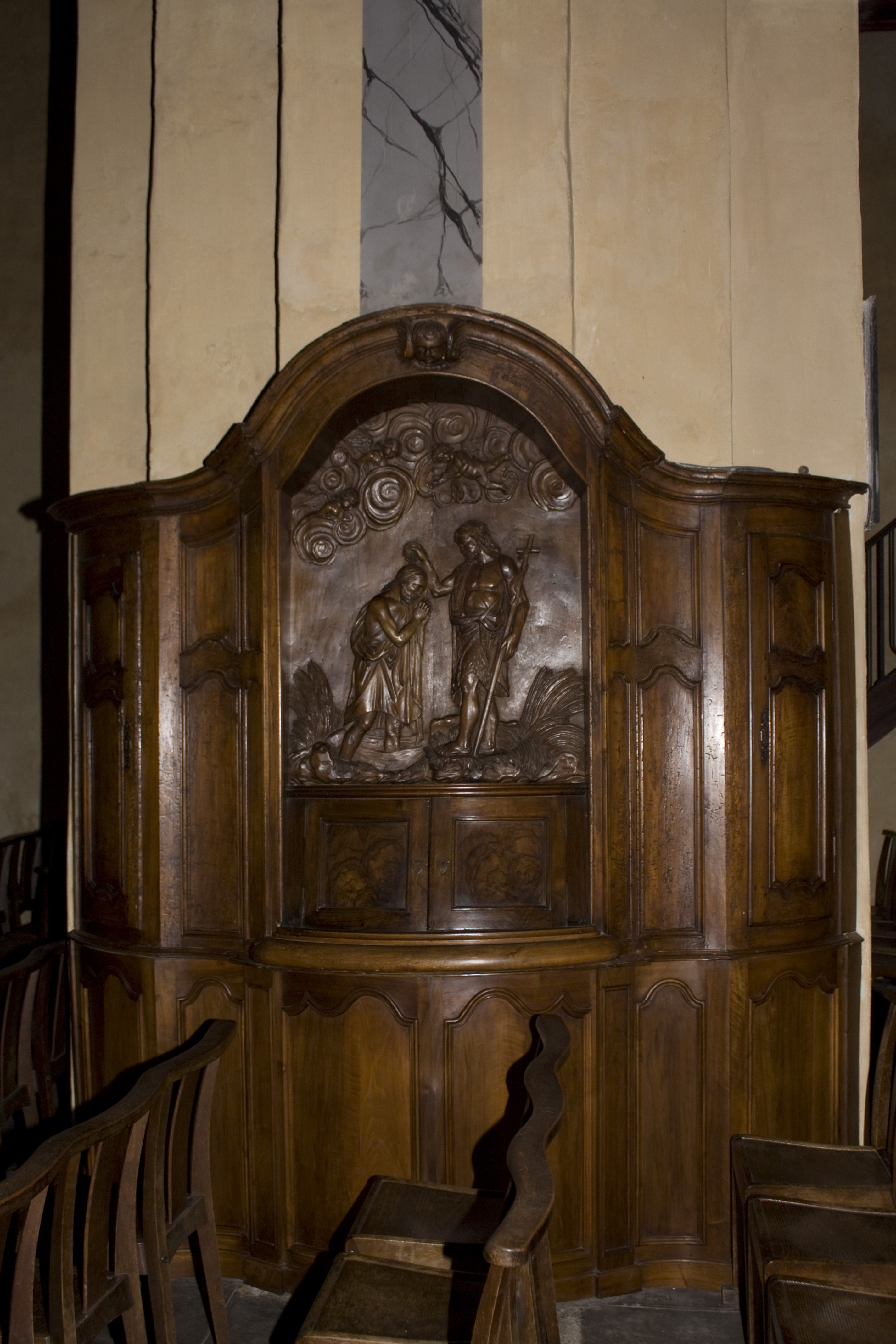
Pila bautismal
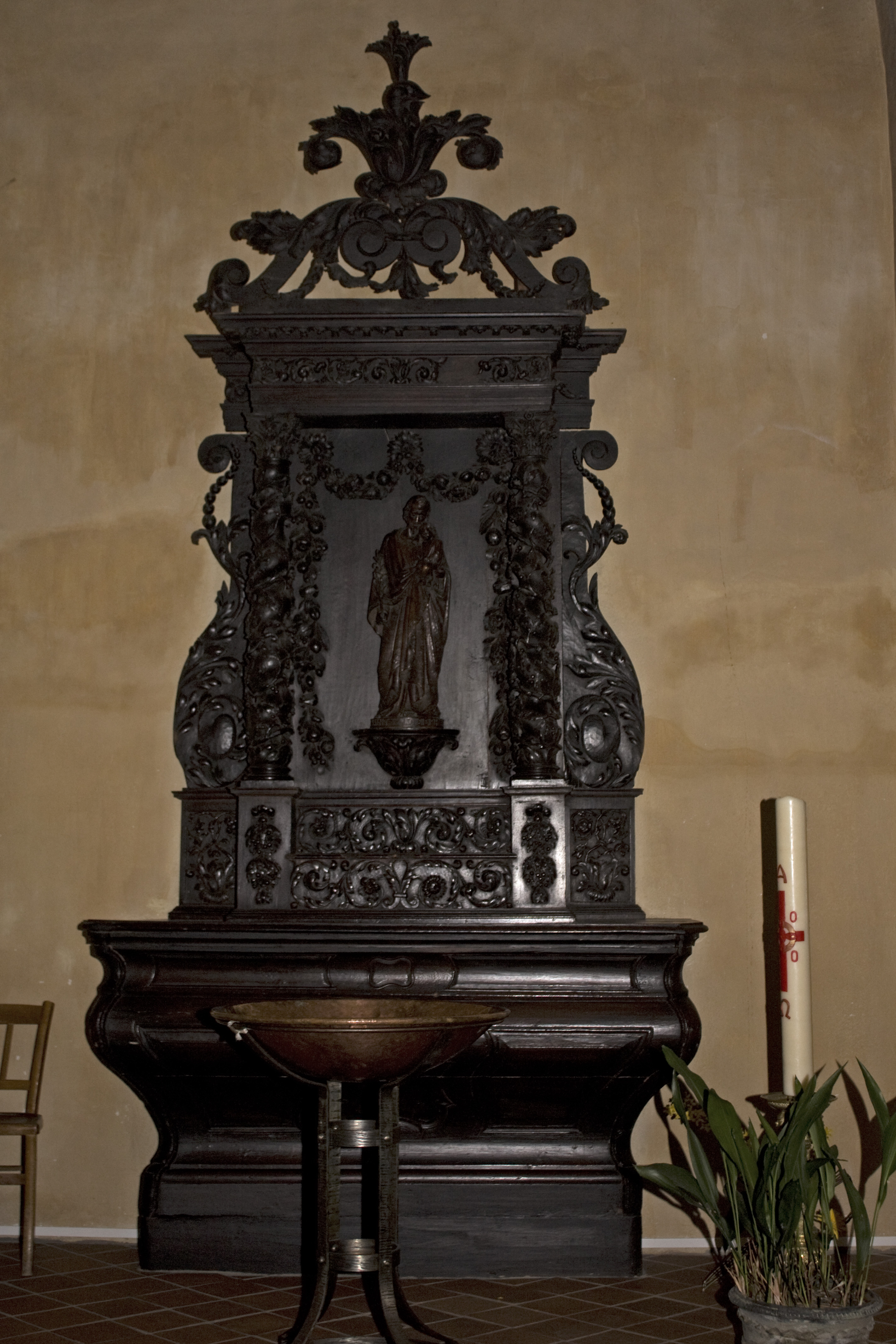
Altar y retablo.
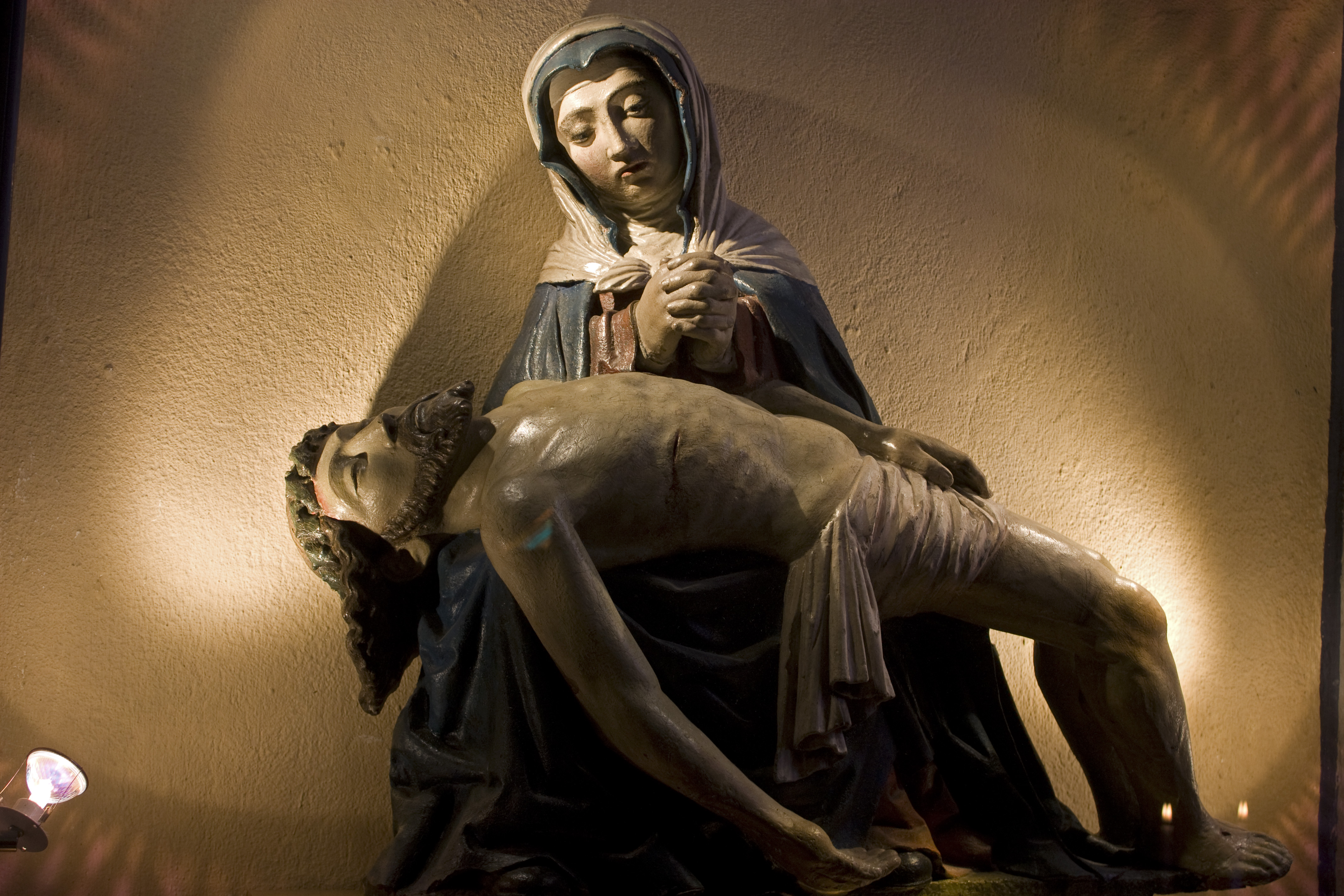
Pieta.
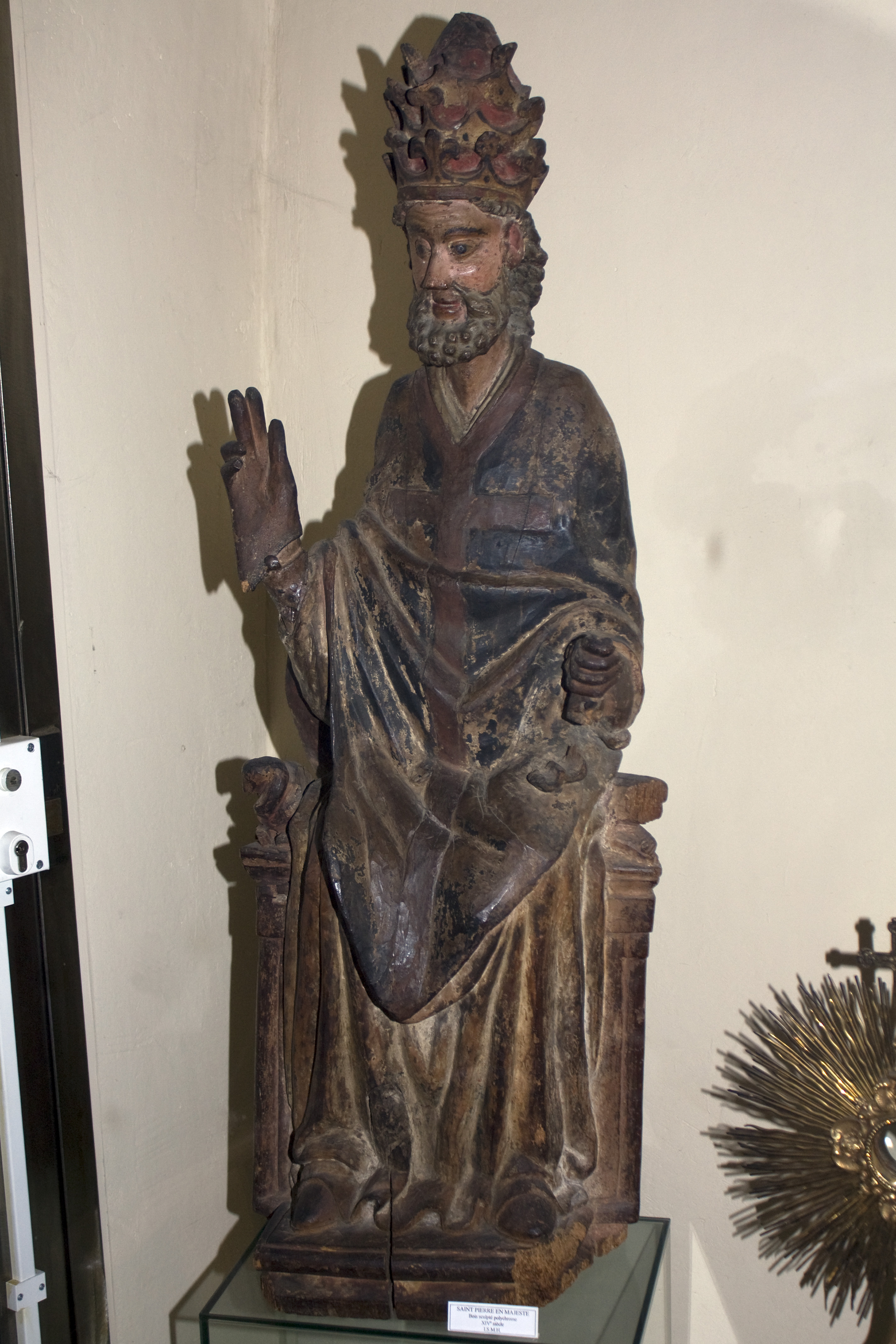
St. Pedro.
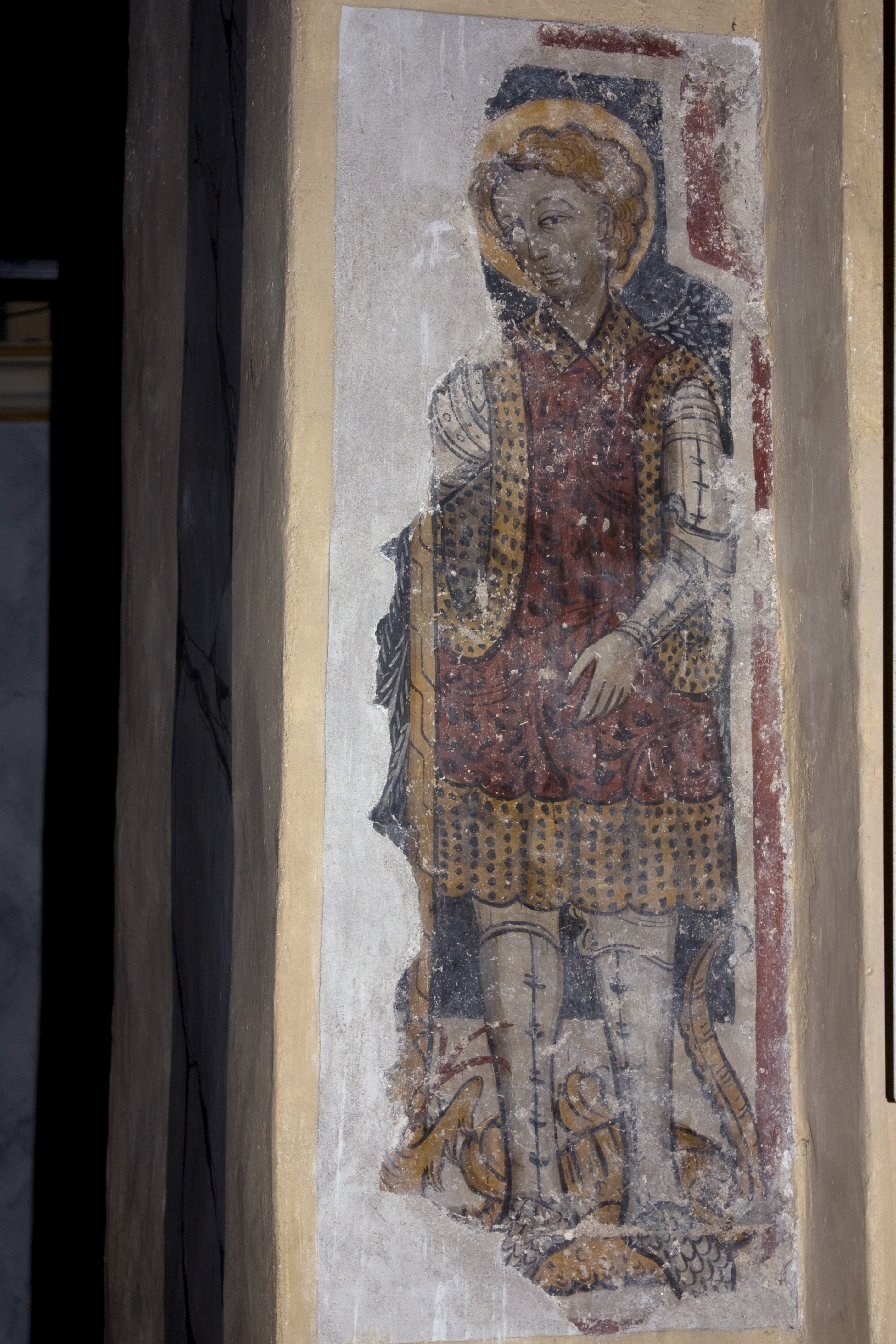
St. Michelín.

- Datos: Q250555
- Multimedia: Aurec-sur-Loire / Q250555